# بایو جورج (فلوریدا)
بایو جورج (به انگلیسی: Bayou George) یک منطقهٔ مسکونی در ایالات متحده آمریکا است که در فلوریدا واقع شده‌است.